# Herb Kocka
Herb Kocka – jeden z symboli miasta Kock i gminy Kock w postaci herbu. Wizerunek herbowy jest używany od XVI wieku.

## Wygląd i symbolika
Tarcza herbowa jest czerwona. Widnieją na niej dwie białe pojedyncze baszty forteczne, posiadające czarne okna i niebieskie dachy w kształcie kopuł, między którymi umieszczony jest biały biegnący koń, a w dole srebrna ryba – łosoś, ułożona w pas. 